# Тиловил-Пельгинське сільське поселення
Тилови́л-Пе́льгинське сільське поселення — колишнє муніципальне утворення у складі Вавозького району Удмуртії, Росія. Адміністративний центр — село Тиловил-Пельга.
Розформоване 9 травня 2021 року законом Удмуртської Республіки за 26 квітня 2021 року № 30-РЗ через переформування муніципального району на муніципальний округ.
Населення становить 451 особа (2019, 550 у 2010, 724 у 2002).
Голова:
- 2008–2012 — Овчинніков Андрій Олександрович

До складу поселення входять такі населені пункти:
| Населений пункт               | Населення, осіб (2010) | Населення, осіб (2012) |
| ----------------------------- | ---------------------- | ---------------------- |
| Берлуд, присілок              | 23                     | 6                      |
| Дубровка, присілок            | 119                    | 101                    |
| Іваново-Вознесенськ, присілок | 161                    | 119                    |
| Кочежгурт, присілок           | 6                      | 0                      |
| Новотроїцький, присілок       | 62                     | 39                     |
| Руська Ізопельга, присілок    | 16                     | 2                      |
| Старе Жуйо, присілок          | 67                     | 52                     |
| Тиловил-Пельга, село          | 270                    | 231                    |

В поселенні діють середня школа (Тиловил-Пельга), дитячий садочок (Тиловил-Пельга), лікарська амбулаторія (Тиловил-Пельга), фельдшерсько-акушерський пункт (Старе Жуйо), сільський будинок культури (Тиловил-Пельга), сільський клуб (Старе Жуйо), 2 бібліотеки (Старе Жуйо, Тиловил-Пельга), ветеринарний пункт (Тиловил-Пельга), пошта (Тиловил-Пельга), церква Петра й Павла (Тиловил-Пельга).
Серед підприємств працює ТОВ «Схід».